# Усе, що не було сказано
Усе, що не було сказано (фр. Toutes ces choses qu'on ne s'est pas dites) — восьмий роман французького письменника Марка Леві. Перекладений на понад два десятки мов.

## Українське видання
15 травня 2008 року книгу видало французьке видавництво Робер Лаффон.
Наступного — 2009 року видавництво Махаон-Україна випустило книгу в твердій палітурці в українському перекладі Віктора Шовкуна.

## Переклади
Одразу після видання книги французькою у 2008 році став бестселером. До кінця року роман було видано німецькою та корейською. Впродовж наступного — 2009 року твір було перекладено українською, арабською, в'єтнамською, індонезійською, іспанською, італійською, каталонською, німецькою, португальською, російською, румунською і тайською мовами. В подальшому також побачили світ болгарський, грецький, китайський, латвійський, македонський, нідерландський, польський, турецький та угорський переклади. 
Станом на вересень 2013 року роман існує на 24 мовах планети.

## Анотація
За два дні до весілля Джулії зателефонував секретар її батька, Ентоні Уолша. Як вона і думала, батько - блискучий бізнесмен, але закінчений егоїст, з яким вона вже давно практично не спілкується, - не буде присутній на церемонії. Правда, цього разу Ентоні знайшов воістину бездоганний привід: він помер. Джулія мимоволі зауважує трагікомічну сторону того, що сталося: батькові завжди був притаманний особливий дар вриватися в її життя, порушуючи всі плани. В одну мить майбутнє торжество обернулося похоронами. Але це, виявляється, не останній сюрприз, приготований Джулії батьком ... 